# Embalse de Fierza
El embalse de Fierza (en albanés: Liqeni i Fierzës) es un embalse en Albania y Kosovo. Es atravesado por el río Drin y partes de los ríos Drin Blanco y Drin Negro. El tamaño del lago es de 72,6 km², de los cuales 2,46 km² pertenecen a Kosovo. Tiene 70 km de largo y una profundidad de 128 m. En el lado albanés del lago hay muchos cañones y algunas islas pequeñas. La presa tiene 167 m de altura. En 2014, el lago fue declarado parque natural Regional por el Ayuntamiento de Kukes.
El embalse se formó como resultado de la construcción de la central hidroeléctrica de Fierza en 1978 por parte del gobierno albanés.